# Иннополис (особая экономическая зона)
ОЭЗ «Иннопо́лис» — особая экономическая зона (ОЭЗ) технико-внедренческого типа на территории одноимённого города в Республике Татарстан. Была создана постановлением Правительства России 1 ноября 2012 года для привлечения инвестиций и развития ИТ-технологий в регионе. 
ОЭЗ предоставляет резидентам и партнёрам право на налоговые и таможенные льготы, страховые взносы и ряд других преференций.
Общая территория площадок ОЭЗ — 311 га, они расположены в Верхнеуслонском и Лаишевском муниципальных районах Татарстана. На 2020 год 109 компаний имеют статус резидента ОЭЗ «Иннополис», 26 являются партнёрами, 50 получили статус стартапа. Компании, работающие в ОЭЗ «Иннополис», создали 3,8 тыс. рабочих мест и инвестировали около 27 млрд рублей.

## История создания

### Принцип ОЭЗ
Особые экономические зоны (ОЭЗ) — это территории, наделённые особым юридическим статусом внутри федерации и имеющие льготные экономические условия для своих резидентов. Они создаются для привлечения прямых инвестиций, более быстрого роста предпринимательства и развития региона. Инвесторам предоставляются таможенные и арендные льготы, налоговые преференции, особая инфраструктура и другие возможности. Иностранные резиденты получают упрощённые условия для ведения бизнеса и инвестиций. 
На 2024 год в России существует 50 ОЭЗ, 7 из которых — технико-внедренческого типа. По данным Министерства экономического развития РФ, последние способствуют развитию «инновационной деятельности для создания и реализации научно-технической продукции, доведения её до промышленного применения»
. ОЭЗ технико-внедренческого типа обычно расположены в научно-образовательных центрах и развивают инновационный бизнес.

### Иннополис
1 ноября 2012 года Правительство России приняло постановление № 1131 о создании на территориях Верхнеуслонского и Лаишевского районов Татарстана инновационной ОЭЗ «Иннополис» общей площадью 311 га. 
ОЭЗ в Иннополисе стала пятой технико-внедренческой зоной в России и второй особой экономической зоной в Татарстане, после ОЭЗ «Алабуга». 
В конце 2017 г. акции обеих ОЭЗ стоимостью около 32 млрд рублей были переданы в безвозмездное пользование Республике Татарстан. 
В 2019 г. территория Иннополиса перешла из ведения Министерства цифрового развития государственного управления республики под контроль министра экономики региона, что, по мнению правительства, будет способствовать «акселерации институтов развития». 
Как отмечает казанское издание «БИЗНЕС Online», на практике управление экономической зоной осуществляет руководство ОЭЗ «Иннополис» и его генеральный директор Ренат Халимов. Особо важные решения рассматриваются Советом директоров под председательством президента республики Рустама Минниханова.

## Экономика

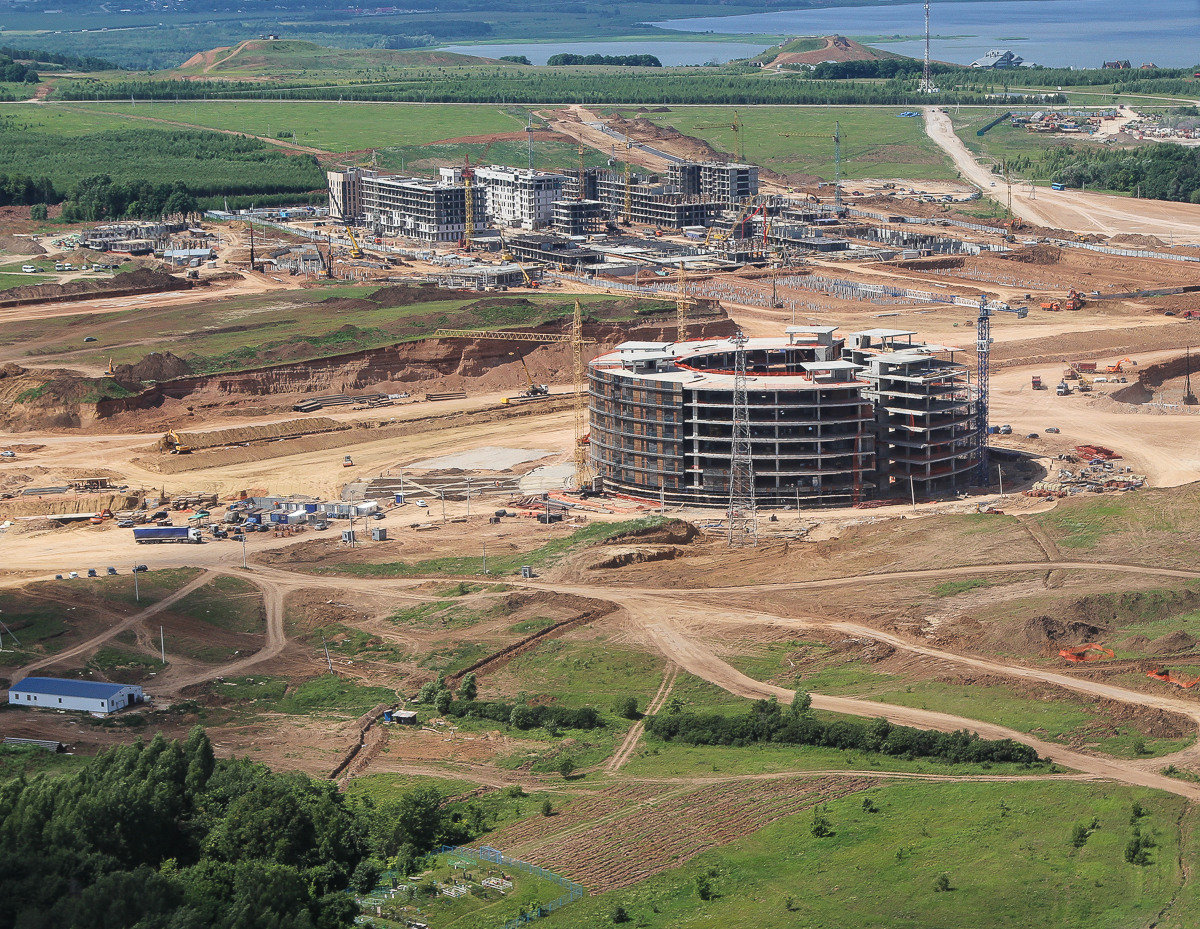
Строительство «Иннополиса», 2014 год

### Налоговый режим и льготы
ОЭЗ «Иннополис» разрабатывался как центр деловой активности одноимённого города-спутника Казани с университетом и экономический инструмент для привлечения финансовых и интеллектуальных ресурсов сфере ИТ-предпринимательства в инновационном городе. Его инвесторы и резиденты получают особые условия по страховым взносам и по налогу на прибыль в региональный и федеральный бюджеты, транспорт, имущество и землю. 
ОЭЗ также подразумевает специальный таможенный режим без ставок на импорт и экспорт продукции. 
С января 2020 года резиденты могут платить налоги по упрощённой схеме налогообложения в размере 1 % от общего объёма доходов или 5 %, если налогоплательщик (компания из IT-индустрии) выбирает режим «доходы минус расходы»; эти условия предусмотрены до 2023 года. Руководство ОЭЗ считает, что пониженная налоговая ставка позволит привлечь инвестиции в проекты малого и среднего бизнеса (МСБ) в IT-сфере. 
С конца 2019 года в Иннополис пришли 39 новых стартапов с готовыми проектами. За 10 лет планируется привлечь 100 новых резидентов и 380 субъектов МСБ. Кроме того, льготный пакет от 2020 года предлагает резидентам льготное место в коворкинге или собственный офис в технопарке, льготную аренду жилья. 
Иннополис предлагает бесплатную программу акселерации бизнеса, бесплатный мобильный интернет и годовую подписку на онлайн интертеймент[что?]-сервисы.
Летом 2012 года в Калифорнии открылся офис ОЭЗ «Иннополис» для привлечения иностранных инвесторов и специалистов. Филиал также помогает российским предпринимателям получить доступ к международной бизнес-инфраструктуре и приглашать на работу иностранных специалистов по упрощённой схеме. На 2020 год в Иннополисе живут студенты и преподаватели из 37 стран.
В августе 2020 президент Татарстана Рустам Минниханов и гендиректор «Почты России» Максим Акимов подписали соглашение о создании в Иннополисе первой в России бордовой зоны[что?] для трансграничной интернет-торговли. К ноябрю компания планирует построить новый таможенный склад и создать «узловую точку» для ускорения международных почтовых перевозок между Европой и Азией.

### Резиденты и партнёры
На 2020 год 109 компаний имеют статус резидентов и ещё 26 являются партнёрами ОЭЗ «Иннополис». 
Среди них Acronis, Cognitive Technologies, Schneider Electric, МТС, «Яндекс», «Газпром Нефть», Альфа-Банк, «Сбер», Тинькофф Банк, «Магнит ИТ Лаб», IVA Technologies (ООО "ИВКС") и другие. Согласно отчётам, резиденты и партнёры создали в Иннополисе более 3,8 тысяч рабочих мест. В ноябре 2020 года новыми резидентами и партнерами ОЭЗ «Иннополис» стали 9 компаний, которые создадут более 250 рабочих мест. Общий объём заявленных инвестиций в разработки и инновационную инфраструктуру стал рекордным и составляет 43 млрд рублей.

## Инфраструктура
ОЭЗ состоит из двух площадок, расположенных в Верхнеуслонском и Лаишевском муниципальных районах республики. На основной площадке в центре Иннополиса площадью 192 га располагаются офисы ИТ-компаний и лабораторные помещения. 
Вторая площадка в 118 га выделена под производство и выпуск продуктов компаний и находится недалеко от международного аэропорта «Казань». 
При ОЭЗ функционирует основанный мэрией Иннополиса «Центр подбора IT-специалистов», помогающий резидентам бесплатно мониторить рынок и подбирать персонала в регионе.
Мы для себя определили два так называемых "магнита", которые будут притягивать ИТ-компании в Иннополис — это ОЭЗ, предоставляющая компаниям существенные налоговые преференции, и ИТ-университет международного уровня, который будет готовить высококвалифицированные кадры.Вице-премьер Татарстана, министр информатизации и связи Роман Шайхутдинов
Город Иннополис имеет органы местного самоуправления и развивающуюся социальную и рекреационную инфраструктуру, подготовленную для сотрудников компаний-резидентов. По состоянию на 2020 год в нём действуют детский сад, школа, IT-лицей на 153 ученика, спортивный комплекс, медицинский центр, отделения почты и банков, супермаркеты, бары, кафе, рестораны и другие объекты. В августе 2020 года в Иннополисе  был открыт двухэтажный культурный центр ArtSpace площадью 2,2 тысячи м².
Главным образовательным проектом ОЭЗ является Университет Иннополис. Университет обучает более 800 бакалавров, магистров и аспирантов в области IT и робототехники. По словам премьер-министра Татарстана Романа Шайхутдинова, большинство выпускников университета работают в ОЭЗ или в самом университете.

### Технопарки
В инфраструктуру ОЭЗ входит многофункциональный технопарк имени Александра Попова с офисами, центрами разработок и конференц-залами. На 2020 год пространство общей площадью 40 тысяч м² вмещает более 1500 рабочих мест. Из-за загруженности зданий первого технопарка, в 2016-м руководство Иннополиса приняло решение о строительстве второго пространства. Новый технопарк имени Николая Лобачевского рассчитан на дополнительные 1500 рабочих мест и планируется к сдаче в 2021 году.

### Транспорт
Иннополис, входящий в состав одноимённой ОЭЗ, находится в 40 км от Казани и входит в его агломерацию. Транспортная доступность города-спутника обеспечивается сетью автодорог, входящих в состав федеральной трассы М7, близостью речного транспорта (в Свияжске) и наличием вертолётных площадок. Иннополис расположен в 60 км от международного аэропорта Казани и в 33 км от главного железнодорожного вокзала. 
На 2020 год от Казани до Иннополиса проходят два автобусных маршрута.
В 2018 году Иннополис стал первым городом в Европе, который запустил беспилотные Яндекс-такси. Пять тестовых точек посадки и высадки пассажиров расположены рядом с основными городскими объектами: университетом, стадионом, медцентром, ЖК «Зион» и технопарком. На 2020 год в городе ежедневно курсируют шесть беспилотных автомобилей, среднее время поездки в которых составляет 7—10 минут. В августе 2020 премьер-министра Татарстана Роман Шайхутдинов сообщил о совместных планах Университета Иннополиса и КАМАЗа по запуску беспилотного большегруза.

#### Инженерная инфраструктура

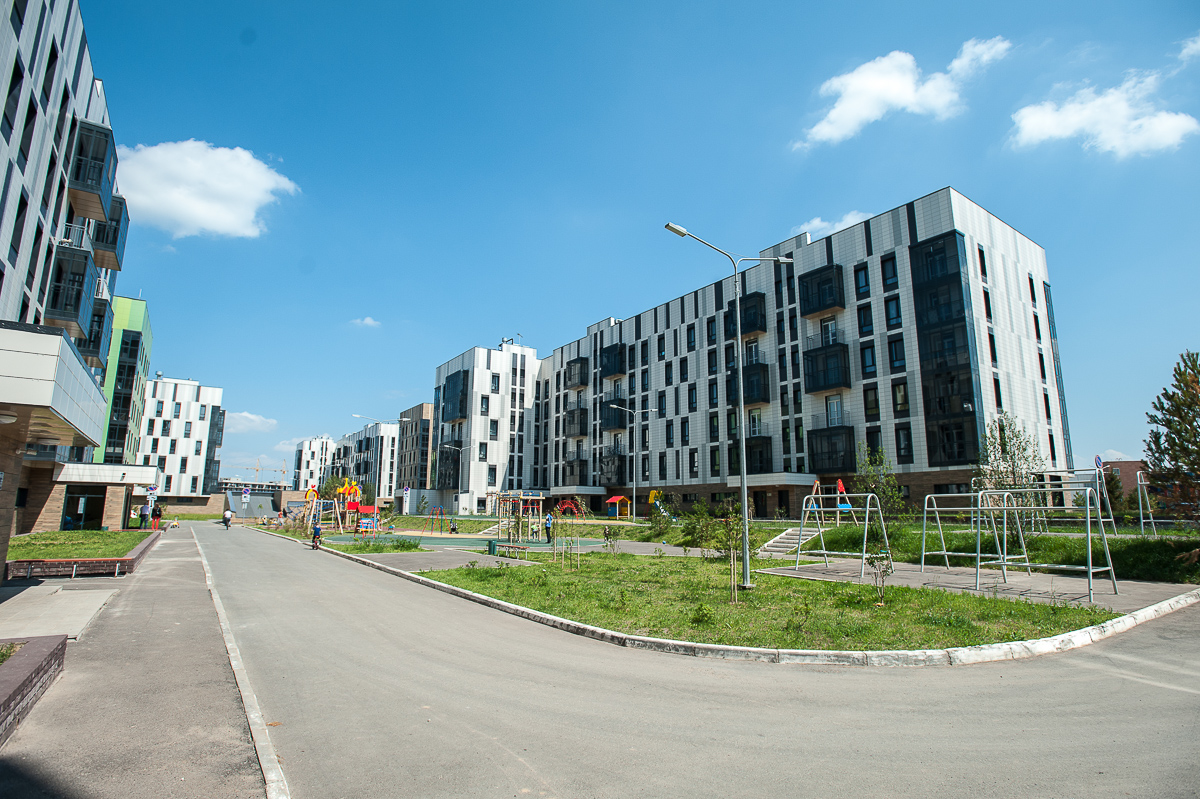
Жилой фонд в «Иннополисе», 2016

Теплоснабжение Иннополиса производится от построенной в 2015 году автоматической котельной мощностью 32 МВт. Из-за отсутствия в Иннополисе собственных водных ресурсов, водозабор производится в Волге. Для регулярного водоснабжения на территории ОЭЗ за три месяца были построены новые очистные сооружения и насосные станции. В августе 2013-го в строящемся Иннополисе запустили первый участок газопровода длиной в 3,29 км. Ещё через два года «Газпром трансгаз Казань» завершило строительство отвода магистрального газопровода «Казань-Горький» до Иннополиса. В 2016-м «Мегафон» провёл в ОЭЗ оптоволоконную связь, обеспечивающую подключение со скоростью до 10 Гбит/с.

#### Жильё
Согласно официальным данным, ежедневно на территории ОЭЗ находятся более 5 тыс. человек, из которых 3781 живут здесь постоянно. На конец 2019 года жилищный фонд Иннополиса насчитывал 22 жилых дома на 1572 квартиры, предназначенные для аренды. Для резидентов также построен 21 таунхаус общей площадью более 16 тысяч м². В 2017 году руководство города озвучило планы по строительству коммерческого жилья, доступного не только для аренды, но и продажи. В марте 2020-го четыре компании-застройщика проявили интерес к инвестированию в коммерческое жильё и городскую инфраструктуру Иннополиса.

## Награды и достижения
В 2018 году ОЭЗ «Иннополис» получила награду от государственной компании «Особые экономические зоны» в номинации «Социальная среда» за развитие бизнес-экосистемы региона. В 2019 и 2020 годах инновационная зона вошла в рейтинг Global Free Zones of the Year 2019 Awards журнала fDi Magazine сразу по нескольким номинациям. ОЭЗ «Иннополис» также является участником World Free Zones Organization и членом Ассоциации развития кластеров и технопарков России.

## Список литературы
- Юсупов Т. З., Сагдиева Р. Р. Правовое регулирование инвестиций в особые экономические зоны в России: налоговые и иные преференции на примере Республики Татарстан // Вопросы современной юриспруденции. — 2015. — № 7—8 (48). — С. 81—86.